# Scutellaria leucantha
Scutellaria leucantha là một loài thực vật có hoa trong họ Hoa môi. Loài này được Loes. miêu tả khoa học đầu tiên năm 1905.